# Cettia
Cettia là một chi chim trong họ Cettiidae.

## Các loài
- Cettia acanthizoides
- Cettia annae
- Cettia brunnifrons
- Cettia carolinae
- Cettia cetti
- Cettia diphone
- Cettia haddeni
- Cettia major
- Cettia parens
- Cettia ruficapilla
- Cettia seebohmi
- Cettia vulcania